# Graphium policenes
Graphium policenes är en fjärilsart som först beskrevs av Pieter Cramer 1775.  Graphium policenes ingår i släktet Graphium och familjen riddarfjärilar.
Artens utbredningsområde är Tanzania. Inga underarter finns listade i Catalogue of Life.

## Bildgalleri

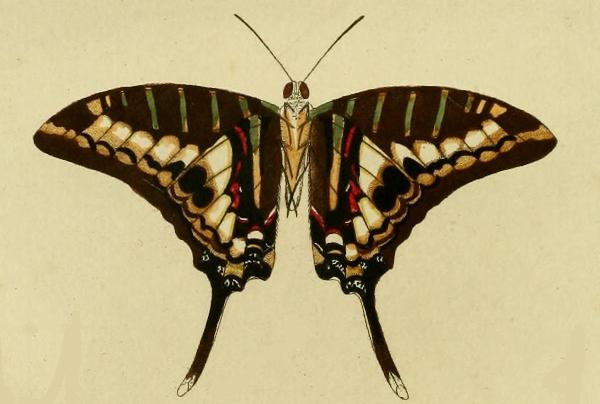